# ヒドロホルミル化
ヒドロホルミル化（—か、hydroformylation）はアルケンに対して一酸化炭素と水素を付加させてアルデヒドを合成する化学反応である。
{\displaystyle {\rm {RCH=CHR'+H_{2}+CO\longrightarrow RCH_{2}-CHR'-CHO}}}
アルケンの二重結合を構成する2つの炭素に対してそれぞれ水素原子（ヒドロ）とホルミル基が付加することから、ヒドロホルミル化の名前がある。
工業的にアルデヒドを製造する上で重要な方法の一つであり、オキソ法（—ほう、oxo process）とも呼ばれる。

## 歴史
この反応は1938年にRuhrchemie社のオットー・レーレン (Otto Roelen) によってフィッシャー・トロプシュ合成の研究中に発見された。レーレンはアルケンを高圧の水素と一酸化炭素の混合気体とコバルトオクタカルボニル Co2(CO)8 を触媒として高温で反応させるとアルデヒドが得られることを発見した。
その後、1960年代になってロジウムのカルボニル錯体が高い触媒能を持つことが発見され、より穏和な条件で反応を行なうことができるようになり応用範囲が広がった。
またロジウム触媒では水素化などの副反応が起きやすいことや、位置選択性がコバルト触媒よりも劣るなどの問題点があったが、この点の改善にホスフィン配位子の添加が有効なことがジェフリー・ウィルキンソンらによって報告された。
また1980年ごろからキラルなホスフィン配位子を持つ錯体によるエナンチオ選択的なヒドロホルミル化も報告されるようになった。

## 用途
この反応の最大の用途は可塑剤として用いられるフタル酸ビス(2-エチルヘキシル)の製造であった。すなわちプロペンをヒドロホルミル化してブタナールとし、これをアルドール縮合により2-ブチリデンブタナールとし、これを水素化して2-エチルヘキサノールとし、フタル酸とエステル化するというプロセスである。しかし現在ではフタル酸エステル類は内分泌撹乱物質として規制されつつある。
そのほか、石油より得られた長鎖のアルケンから直鎖のアルデヒドを経て、直鎖のアルコールを合成するのにも使用される。これらのアルコールは界面活性剤や化粧品の原料として使用される。
また、ビタミンAの製造にも使用される。

## 反応機構
コバルト錯体の場合もロジウム錯体の場合も反応の活性種はヒドリドカルボニル錯体である。コバルトオクタカルボニルを触媒とした場合には以下のメカニズムで進行していると考えられている。この触媒サイクルは提唱者の名をとってヘック・ブレスロウ (Heck-Breslow) 機構と呼ばれる。
1. コバルトオクタカルボニルと水素が反応して、コバルトテトラカルボニルヒドリド2分子に解離する。
2. カルボニル配位子が1つ解離して、コバルトトリカルボニルヒドリドとなる。
3. 基質のアルケンが配位する。
4. コバルト-水素結合にアルケンが挿入してアルキル配位子となる。
5. 再びカルボニル配位子が金属に1つ配位する。
6. アルキル配位子のコバルト-炭素結合にカルボニル配位子が転位挿入してアシル配位子となる。
7. 水素分子が酸化的付加してジヒドリド錯体になる。
8. アシル配位子とヒドリド配位子が還元的脱離してアルデヒドとなる。コバルトトリカルボニルヒドリドが再生する。

ロジウム錯体でも触媒サイクルはコバルト錯体と類似している。ホスフィン配位子のないロジウムのカルボニル錯体はクラスターとなるため、反応機構の詳細は解明されていない。ロジウムカルボニルトリス(トリフェニルホスフィン)ヒドリド HRh(CO)(PPh3)3 を触媒とした場合についての研究では、トリフェニルホスフィン1つとカルボニルが配位子交換したロジウムジカルボニルビス（トリフェニルホスフィン）ヒドリド HRh(CO)2(PPh3)2 が活性種と考えられている。
それによる反応機構は触媒濃度が高い場合にはコバルト錯体の場合のコバルトテトラカルボニルヒドリドをこの化学種で置き換えたものになる。触媒濃度が低い場合には、アルケンの配位はカルボニル配位子ではなくトリフェニルホスフィンが脱離して起こり、ロジウム-水素結合への挿入の後にトリフェニルホスフィンの再配位が起こるというように、機構が変化していると考えられている。

## 選択性

### 位置選択性
1,1-二置換型のアルケンや立体的にかさ高い置換基を持つ一置換アルケンでは立体障害から予想される通り、立体的に空いている側にホルミル基が導入される。しかしそれほど立体的に大きくない置換基を持つ一置換アルケンでは複雑な位置選択性を示す。脂肪族のアルケンではコバルト触媒では末端側にホルミル基が導入された方の生成物が主生成物として得られる。
しかし、トリフェニルホスフィンのように単純なホスフィン配位子を持つロジウム触媒の系では位置選択性が悪く、生成物は位置異性体の混合物となる。この場合ホスフィン配位子を大過剰に使用するとコバルト触媒と同じように末端側にホルミル基が導入された生成物が主生成物となる。過剰量のホスフィン配位子の使用は反応速度の低下を招くが、位置選択性の向上及び金属触媒のクラスター化抑制効果があるため、基質に応じたホスフィン配位子の選択が重要である。また、スチレンの場合には内部の炭素にホルミル基が導入されたヒドロトロパアルデヒドが主生成物として得られる。

### 立体選択性
ヒドロホルミル化の立体選択性は syn である。これは反応機構において、アルケンの挿入の段階は syn で進行し、カルボニル基の転位挿入は立体保持で進行することによる。ただし触媒によっては反応途中に二重結合の異性化が起こって若干選択性が低下することがある。